# کاپوچین

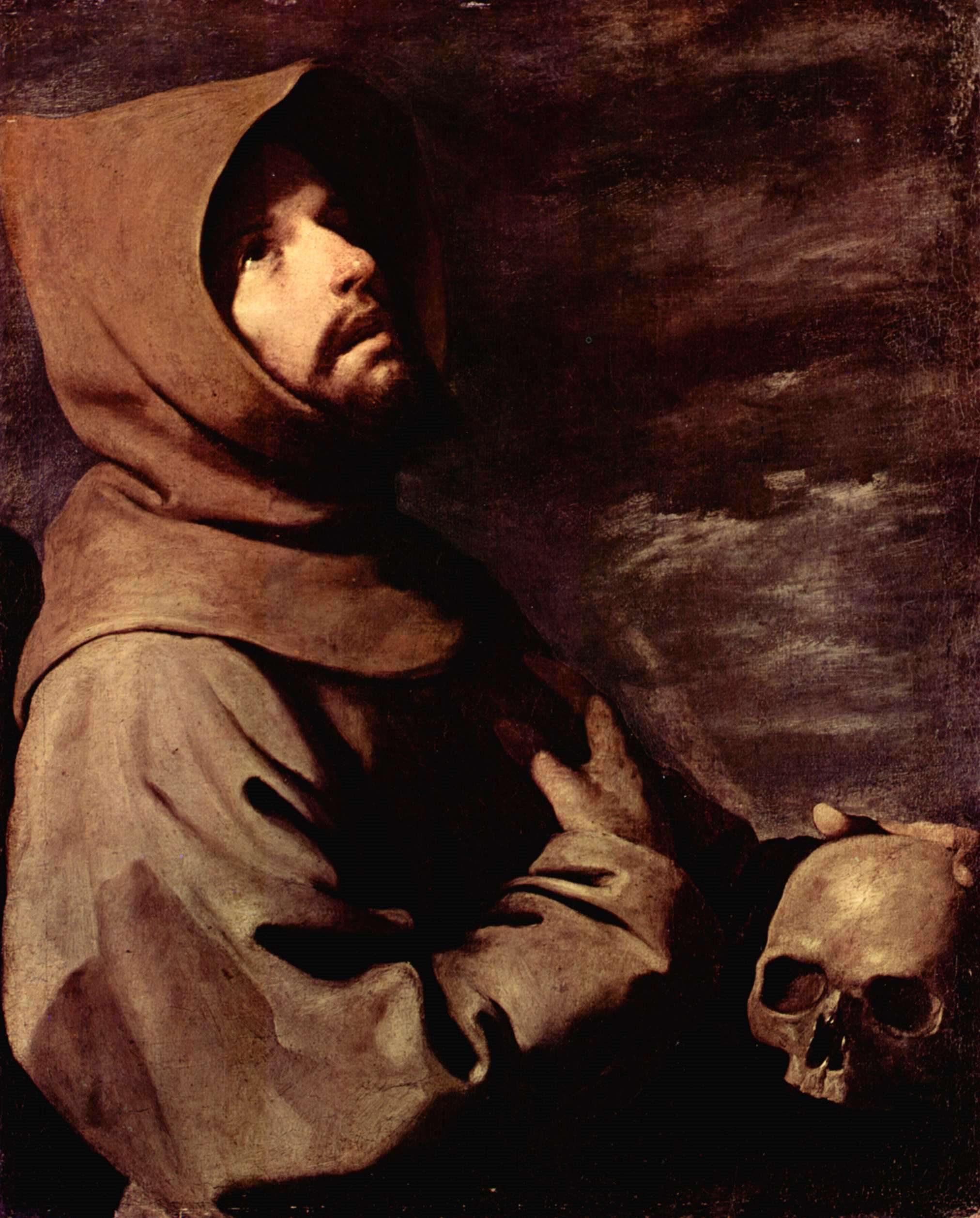
فرانسیس مقدس که کاپوسین‌ها خود را پیرو او می‌دانند.

کاپوسن یا کاپوچین نام فرقه‌ای از راهبان کاتولیک است که معمولاً چهرهٔ رنگ پریده‌ای دارند و کلاه سیاهی بر سر می‌گذارند. در ایران به راهبان این فرقه کبوشی گفته می‌شد که کلمه کشیش از آن مشتق شده‌است.
ایتالیایی‌ها آن نوع قهوه را که کف شیر و قهوهٔ پاشیده شده روی آن شبیه این راهبان است کاپوچینو گویند.